# 雷蒙
雷蒙（法語：Raymond，法語發音：[ʁɛmɔ̃]）是法国谢尔省的一个市镇，属于圣阿芒蒙龙区。

## 地理
雷蒙（46°58'16"N, 2°41'10"E）面积9.24 平方千米，位于法国中央-卢瓦尔河谷大区谢尔省，该省份为法国中部省份，北起卢瓦雷省，西接卢瓦-谢尔省和安德尔省，南至克勒兹省，东南接阿列省，东临涅夫勒省。
与雷蒙接壤的市镇（或旧市镇、城区）包括：克朗河畔邦日、科尔尼斯、瑞西香槟、奥姆里。

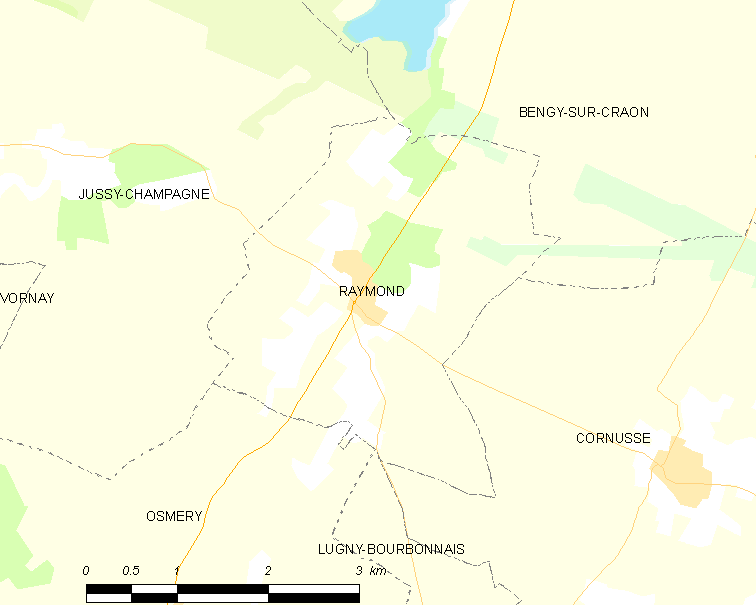
雷蒙的OSM定位图

雷蒙的时区为UTC+01:00、UTC+02:00（夏令时）。

## 行政
雷蒙的邮政编码为18130，INSEE市镇编码为18191。

## 政治
雷蒙所属的省级选区为欧龙河畔丹县。

## 人口

1962-2008年间雷蒙人口变化图示

雷蒙于2022年1月1日时的人口数量为175人。